# Ahmet Necdet Sezer
Ahmet Necdet Sezer (født 13. september 1941 i Afyonkarahisar) var Tyrkiets tiende og forrige præsident (2000-2007). Dette embede overtog han efter Süleyman Demirel.

## Biografi
Han er uddannet ved Ankara Universitet som jurist i 1962. Efter studiet gjorde han militærtjeneste og indledte herefter sin karriere som dommer i Ankara. I 1978 fik han en doktorgrad i civilret fra jurafakultetet ved Ankara Universitet.
I 1998 blev Sezer valgt som præsident af højesteret.
Han blev valgt til præsident i maj 2000, hvor han blev Tyrkiets første statsoverhoved med jurabaggrund. Hans syvårsperiode udløb den 16. maj 2007, men fordi det tyrkiske parlament ikke var i stand til at vælge en efterfølger, har han også efter denne dato fungeret som præsident af landet.
Han er gift med Semra Sezer og har tre børn.

## Politik
Sezer er en varm fortaler for det sekulariserede samfund og gør meget for at opretholde det. Han har ved flere lejligheder givet udtryk for, at han mener, sekulariteten er i fare – dog uden at give specifikke grunde til dette. Han har foreslået at skærpe religiøs frihed for at sikre fastholdelse af de sekulære principper dog uden at gennemføre ændringer. Han har i sekularitetens navn forbudt kvinder, der bærer tørklæde, at besøge præsidentpaladset, da han mener koranen intet siger om nødvendigheden af tørklæder til kvinder og de derfor kun bliver båret af politiske grunde.
Under sin præsidentperiode har Sezer tilgivet og løsladt 206 dømte fanger. Ud af disse var 202 dømt som terrorister. Efter løsladelsen er de fleste gået tilbage til deres terroristorganisationer, bl.a. PKK. Det skal dog nævnes at før presidenten kan løslade fanger, skal retsministeriet foreslå en mulig løsladelse, og det er altså kun det principielle samtykke, der skal gives af præsidenten.